# لانتانا جعيداء
لانتانا جعيداء (الاسم العلمي: Lantana rugulosa) هي نوع نباتي يتبع جنس اللانتانا من فصيلة اللويزية.